# 正中旁橋腦網狀結構
中線旁橋腦網狀系統（Paramedian Pontine Reticular Formation），簡稱PPRF或外旋旁核（Paraabducens nucleus）屬於橋腦網狀結構的一部分。PPRF與眼球動作的調控有關，特別負責水平眼動與掃視。

## 神經解剖學
PPRF位於內側縱束（MLF）的外前方，接收來自上丘經由頂蓋脊髓束的信息，以及來自額葉眼動區經由額橋神經纖維的信息。PPRF的吻端可能負責調控垂直掃視，尾端則可能負責產生水平掃視的信息。PPRF的興奮性神經元（EBNs）的活化可以啟動掃視的信號，神經衝動會經由軸突纖維傳入外旋神經核，啟動水平眼動。掃視動作的角速度約介於100-700度/秒之間，且越快速的掃視動作所需的神經衝動越強。

## 受損影響
單側PPRF病灶會造成下列問題：
- 眼球往病灶處水平轉動的功能喪失，不論受損時眼球的位置為何。
- 視野偏向受損對側。
- 眼球向受損對側震颤。

雙側受損則會導致眼球無法水平移動，且垂直轉動也會變慢。